# Zhengzhou
Zhengzhou (chiń. upr. 郑州; chiń. trad. 鄭州; pinyin Zhèngzhōu; wym. [tʂɤ̂ŋtʂóu̯]) – stolica prowincji Henan, leżąca nad Huang He. W mieście znajduje się największa na świecie fabryka iPhone’ów, obsługująca firmę Apple.

## Gospodarka
Ośrodek szkolnictwa wyższego, wydobycia węgla i energetyki. Rozwinięty przemysł włókienniczy, spożywczy, maszynowy, środków transportu, elektroniczny oraz wysokich technologii.

## Transport
Miasto posiada własny port lotniczy i stację kolejową.

## Sport
Zhengzhou ma także własną drużynę piłkarską Henan Jianye, grającą w Chinese Super League.

## Turystyka
Na przedmieściach znajdują się:
- góra Song Shan ze słynnym klasztorem Szaolin.
- pomnik cesarzy Yan Di i Huang Di

## Znani mieszkańcy
Pochodził stąd Du Fu, uważany za najwybitniejszego chińskiego poetę, oraz jego kolega po fachu Bai Juyi i filozof Han Fei.

## Miasta partnerskie
- Saitama, Japonia
- Mohylew, Białoruś
- Richmond, Stany Zjednoczone
- Chinju, Korea Południowa
- Samara, Rosja
- Kluż-Napoka, Rumunia
- Irbid, Jordania
- Joinville, Brazylia
- Szumen, Bułgaria